# Ольшина
Ольши́на (пол. Olszyna, нім. Langenöls) — місто в південно-західній Польщі.
Належить до Любанського повіту Нижньосілезького воєводства.

## Демографія
Демографічна структура станом на 31 березня 2011 року:
|          | Загалом | Допрацездатний вік | Працездатний вік | Постпрацездатний вік |
| -------- | ------- | ------------------ | ---------------- | -------------------- |
| Чоловіки | 2202    | 408                | 1581             | 213                  |
| Жінки    | 2325    | 393                | 1386             | 546                  |
| Разом    | 4527    | 801                | 2967             | 759                  |